# Live at the Hollywood Bowl
Live at the Hollywood Bowl – koncertowy album amerykańskiej grupy muzycznej The Doors wydany w 1987 roku. Nagrania pochodzą z lipca 1968. Płyta została wycofana ze sprzedaży po premierze albumu In Concert w 1991. W sprzedaży znajduje się jednak wersja DVD i Blu-ray z zapisem koncertu.

## Lista utworów
1. „Wake Up” - 1:40
2. „Light My Fire” - 8:15
3. „The Unknown Soldier” - 4:23
4. „A Little Game” - 1:22
5. „The Hill Dwellers” - 2:20
6. „Spanish Caravan” - 1:19